# Walter Newman (scénariste)
Pour les articles homonymes, voir Walter Newman.
Walter Newman est un scénariste américain né le 11 février 1916 à New York, New York (États-Unis), décédé le 14 octobre 1993 à Sherman Oaks (États-Unis).

## Filmographie
- 1951 : Le Gouffre aux chimères (Ace in the Hole)
- 1952 : Le Paradis des mauvais garçons (Macao)
- 1955 : La Vénus des mers chaudes (Underwater!)
- 1955 : L'Homme au bras d'or (The Man with the Golden Arm)
- 1957 : Le Brigand bien-aimé (The True Story of Jesse James) de Nicholas Ray
- 1959 : Crime & Punishment, USA
- 1960 : Les Sept mercenaires (The Magnificent Seven) (non crédité)
- 1962 : Les Internes (The Interns)
- 1965 : Cat Ballou
- 1978 : Les Chaînes du sang (Bloodbrothers)
- 1979 : Le Champion (The Champ)